# لاسي هامر
لاسي هامر (بالنرويجية البوكمول: Lasse Hamre)‏ هو متزحلق جبال الألب نرويجي، ولد في 26 ديسمبر 1944.

## وصلات خارجية
- لاسي هامر على موقع الاتحاد الدولي للتزلج (التزلج على المنحدرات الثلجية) (الإنجليزية)
- لاسي هامر على موقع أوليمبيديا (الإنجليزية)